# Silicon on insulator
W skrócie SOI (z ang. krzem na izolatorze) - czyli podłoże półprzewodnikowe które jest zbudowane z warstwy krzemu na warstwie dielektryka. Podłoża tego typu charakteryzują się między innymi:
- niższą pojemnością pasożytniczą;
- odpornością na tzw. latch-up dzięki całkowitej izolacji struktur typu p i n. Lath-up to rodzaj zwarcia występujący w układach scalonych kiedy między kontaktami tranzystora pojawia się obszar o obniżonej rezystancji.
- zmniejszoną zależnością działania od temperatury (brak domieszkowania)
- większą wydajnością dzięki większemu upakowaniu (lepsze wykorzystanie podłoża)
- możliwością znacznego podwyższenia częstotliwości pracy układu elektronicznego
- mniejszą podatnością na promieniowanie w przeciwieństwie do układów opartych np. o konstrukcję CMOS
- obniżeniem poboru mocy przy jednoczesnym zachowaniu obecnego procesu technologicznego
- tym, że fabryki chcące skorzystać z SOI nie muszą dokonywać znaczącej wymiany wykorzystywanych narzędzi wytwarzania własnej mikroelektroniki.

Wadą SOI są koszty zwiększone nawet do około 20% w związku ze zwiększonymi wymogami dotyczącymi substratów.
Technologia została opatentowana przez International Business Machine (IBM) oraz Soitec.
Zwykle podłoża tego typu to podłoża krzemowe z warstwą izolacyjnego tlenku krzemu(IV) i krzemu na wierzchu. Jedną z metod wytwarzania tego typu podłoży jest implantacja monokrystalicznych podłoży krzemowych tlenem tylko na określonej głębokości. Kolejnym etapem jest wygrzewanie, w wyniku którego warstwa o zwiększonej zawartości tlenu przekształca się w warstwę tlenku krzemu. W ten sposób wierzchnia warstwa krzemu zostaje odizolowana od podłoża. Ta metoda jest wykorzystywana między innymi przez AMD do budowy układów o wymiarze charakterystycznym tranzystora 180 nm, 130 nm, 90 nm, 65 nm oraz 45 nm.
Wśród innych metod wytwarzania podłoży SOI można także wymienić metodę gdzie powierzchnia krzemu jest utleniana. Następnie podłoże implantuje się wodorem i bonduje do drugiego podłoża. W odpowiednich warunkach zaimplantowany wodór tworzy w krzemie pęcherze gazu powodując jego kontrolowane pękania (tzw. smart cut).
SOI nie jest nowością. To ulepszona metoda SOS (Silicon on Sapphire)
Rozwinięciem Silicon on Insulator jest SSOI, czyli Strained SOI - technologia wykorzystująca warstwy rozciąganego krzemu (do ok. 1%). Obecnie wykorzystywana przez wiodących producentów procesorów stosowanych w komputerach osobistych.